# Aşağı Xuç
Aşağı Xuc (hay còn gọi là Aşaqı Xuç, Ashaga Khuch, Ashagy-Guch, và Ashagy-Khuch) là một ngôi làng và đô thị thuộc vùng Quba của Azerbaijan. Có dân số là 904 người. Thành phố này bao gồm các làng Aşagı Xuç và Orta Xuç.